# Buona Sera, Mrs. Campbell
Buona sera, Mrs. Campbell (bra: Noites de Amor, Dias de Confusão ou Noites de Amor... Dias de Confusão) é uma comédia estadunidense de 1968, dirigida por Melvin Frank, roteirizada por Melvin Frank, Dennis Norden, Sheldon Keller, música de Riz Ortolani.

## Sinopse
Três soldados americanos sustentam um ex-amor na Itália, julgado ser o pai da filha dela, concebida durante a guerra. A confusão se forma quando os três resolvem visitá-la ao mesmo tempo.

## Elenco
- Gina Lollobrigida ....... Carla Campbell
- Shelley Winters ....... Shirley Newman
- Phil Silvers ....... Phil Newman
- Peter Lawford ....... Justin Young
- Telly Savalas ....... Walter Braddock
- Lee Grant ....... Fritzie Braddock
- Janet Margolin ....... Gia Campbell
- Philippe Leroy ....... Vittorio
- Marian McCargo ....... Lauren Young (como Marian Moses)
- Naomi Stevens ....... Rosa
- Renzo Palmer ....... prefeito
- Giovanna Galletti ....... condessa
- James Mishler ....... Stubby
- Dale Cummings ....... Pete